# Carbrooke
Carbrooke – wieś w Anglii, w hrabstwie Norfolk, w dystrykcie Breckland. Leży 29 km na zachód od Norwich i 138 km na północny wschód od Londynu.
W 2001 miejscowość liczyła 1176 mieszkańców.